# アントニオ・ディ・バルトロメオ・スクアルチャルーピ

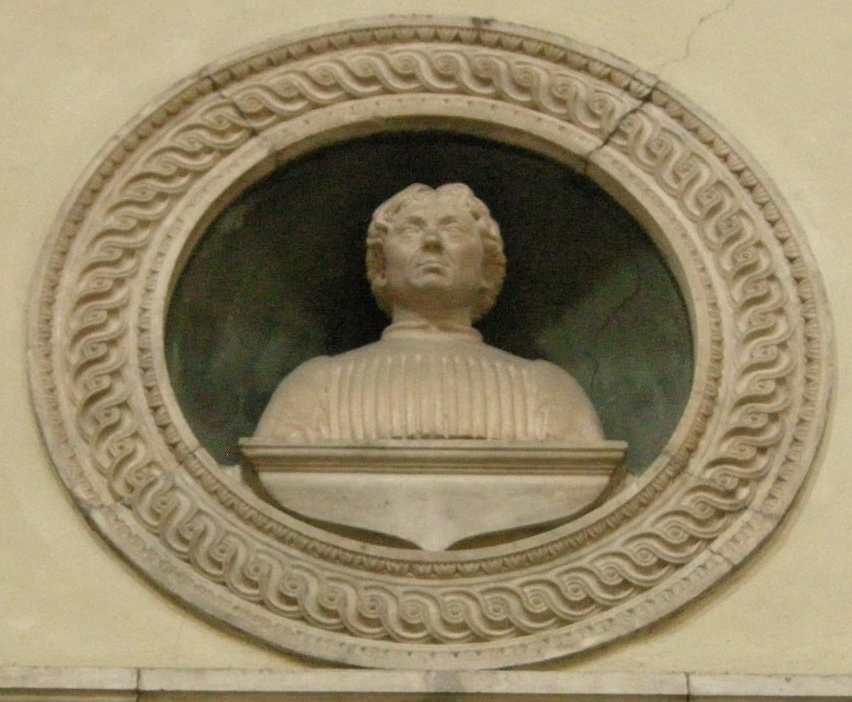
アントニオ・ディ・バルトロメオ・スクアルチャルーピ

アントニオ・スクワルチャルーピ（Antonio di Bartolomeo Squarcialupi, 1416年3月27日 - 1480年7月6日）はイタリアのオルガニスト・作曲家。15世紀のイタリアでは最も有名なオルガン奏者であった。
フィレンツェ出身。ジョヴァンニと呼ばれた肉屋の家系に生まれるが、15世紀半ばまでにトスカナ地方の有名な家系にならってスクワルチャルーピと名乗るようになる。おそらく貴族の出自を装おうとしたのであろう。フランチェスコ・ランディーニの弟子ジョヴァンニ・マッツオリと、マッテオ・ディ・パゴロ・ダ・プラートに師事したらしい。1431年にフィレンツェのオルサンミケーレ教会のオルガニストに就任したが、わずか2年後にサンタ・マリア・デル・フィオーレ大聖堂のオルガニストに転出、終生その地位にとどまった。
ロレンツォ・デ・メディチの宮廷音楽家の一人であり、ギヨーム・デュファイの同僚であった。15世紀半ばには数々の賛辞を送られた音楽家の一人であり、たとえば日記作者のルカ・ランドゥッチは、スクワルチャルーピを彫刻家ドナテッロに比すべき存在であると述べている。スクワルチャルーピはロレンツォ・デ・メディチとかなり親しく、そのことがフィレンツェ大聖堂における墓碑銘にも言及されている。
スクワルチャルーピの作品は一つも現存していない。音楽史上における名声は、演奏家としての名声を別にすれば、傑出した音楽写本『スクアルチャルーピ写本』のかつての所有者としてである。